# Lychen
Lychen é um município da Alemanha, situado no distrito de Uckermark, no estado de Brandemburgo. Tem 110,51 km² de área, e sua população em 2019 foi estimada em 3.178 habitantes.